# アンティオキア公国

アンティオキア公国
Principatus Antiochenus (ラテン語)

中東の地図（1135年）
アンティオキア公国は青色

アンティオキア公国（アンティオキアこうこく、英語: Principality of Antioch）は、第1回十字軍が聖地に建設した、十字軍国家のひとつ。シリア北部の重要都市アンティオキア（アンティオケイア）を首都とした。

## 歴史

### アンティオキア公国の建設と拡大
第1回十字軍以前は、アンティオキアはセルジューク朝の総督ヤギ・シヤーンが治める難攻不落の城塞都市だったが、セルジューク朝征服以前からのギリシア人住民も多く、東ローマ帝国はここを帝国固有の領土と考え、セルジューク朝から回復しようと考えていた。第1回十字軍遠征の際、アンティオキア攻囲戦において活躍した南イタリアのノルマン人封建君主であるターラント公ボエモンは攻略中からこの都市の領有の希望を公言するようになり、1098年、半年に渡る包囲の末にアンティオキアが陥落し市民の虐殺と略奪が終わると、この地の君主（公、ボエモン1世）に就任し、アンティオキアを首都とするアンティオキア公国が建設された。ボエモン1世は十字軍の本来の目的であったエルサレム攻略への参加を止め、アンティオキア公国の確立に専念することになる。
ボエモン1世は1100年に小アジア内陸のセルジューク朝系ムスリム政権ダニシュメンド朝の王ダニシュメンド・ガーズィーを討とうとして、逆にダニシュメンドの捕虜となってしまう（メリテネの戦い）と、甥のタンクレードが摂政に就任した。ボエモン1世は身代金を払い解放されると、同じ十字軍国家のエデッサ伯国と協力しシリア北部のハッラーンを制圧し、セルジューク朝の分裂に乗じモースルやバグダードをうかがう勢いだったが、モースルのムスリム軍に完敗し退却を余儀なくされた（ハッラーンの戦い）。さらにアンティオキアのあり方をめぐってアンティオキアの宗主権を主張する東ローマ帝国の圧迫を受けたため、援軍を求めてイタリアに帰国してしまい、再びタンクレードが摂政となった。
1108年にはボエモン1世がマケドニアで東ローマ皇帝アレクシオス1世とデヴォル条約を結びアンティオキア公国を東ローマ帝国の臣下とすることを約束したが、タンクレードはこれを拒み独立国としてあり続けることを選んだ。1111年にボエモン1世がイタリアで死ぬと、タンクレードは従弟でボエモン1世の遺児（ボエモン2世）を立てて摂政を続けた。タンクレードはエデッサ伯国と協力して東ローマ帝国からラタキアを奪い、バニヤースの南をトリポリ伯国との境界とした。北シリアの主要都市で内陸に隣接するアレッポにはシリア・セルジューク朝のリドワーン王が陣取っていたが、これと戦って破り、オロンテス川の中流域とアレッポを取り巻く周囲に至るまでの内陸側をすべて征服し、シリアの強国として君臨するアンティオキア公国の事実上の建国者として活躍した。

### アンティオキア公国の縮小
タンクレードは1112年に死去し、サレルノ伯ロジェ（ルッジェーロ）が摂政に就くが、1119年のサルマダの合戦で、シリア・セルジューク朝滅亡後アレッポの君主となっていたイル・ガーズィーとの戦いで戦死した。代わってエルサレム国王ボードゥアン2世が摂政に入ってアンティオキア公国はエルサレム王国の保護国となった。
1126年には公位の正統後継者であるボエモン2世が公位に立ったが、1130年、小アジアへの攻略中、ダニシュメンド王の息子に当たるエミール・ガーズィーとの戦いの最中に伏兵にかかり死去した。未亡人でエルサレム王ボードゥアン2世の娘であったアリックスがアンティオキアの女公となり、彼女は1128年以降アレッポを拠点にして急速にシリアを回復しつつあったムスリム君主のザンギーと組もうとしたが、ボードゥアン2世は娘の反逆に激怒しアンティオキアを奪回して娘をラタキアに流罪とし、アンティオキア公国は再びエルサレム王（ボードゥアン1世、および1131年よりフルク）の影響下に入った。
フルクは1136年に至ってアンティオキア公位継承者である10歳の公女コンスタンスに36歳のレーモン・ド・ポワティエを娶わせて公位を継がせ、コンスタンスの母であるアリックスの影響を排除したが、この年までにオロンテス川の内陸側の領土はザンギーによって征服されていた。さらに1138年、アレクシオス1世の息子である皇帝ヨハネス2世コムネノスが南下してアンティオキアを攻囲し、レーモンは東ローマ帝国への臣従の誓いを余儀なくされた。十字軍諸国はアンティオキアを東ローマ帝国に返す代わり、東ローマ帝国はシリアの数都市を征服して十字軍諸国に渡すという取り決めとなったため、アンティオキア公国はエデッサ伯国とともに東ローマ帝国のシリア攻撃に従わせられた。最初の攻撃目標であった都市シャイザルの攻撃にあたって、救援に来たザンギーによるムスリム諸王への応援呼びかけや、十字軍国家側と東ローマ帝国側の離反策のために帝国のシリア征服は成功しなかったが、アンティオキアは1142年にヨハネス2世が死ぬまで圧力を受け続けた。
1144年、エデッサ伯国がザンギーによって征服され（エデッサ包囲戦）、アンティオキア公国は1146年にザンギーの死後ザンギー朝を継いだ息子ヌールッディーンの強い攻勢にさらされることになった。この危機に対して派遣された1148年の第2回十字軍はエデッサでもアンティオキアでもなくダマスカスへ向かい失敗に終わり、1149年にレーモンはイナブの戦いでヌールッディーンに敗れて戦死し、アンティオキア公国の東半分はアレッポのザンギー朝によって完全に奪われた。

### 強盗騎士ルノー・ド・シャティヨン
1153年、寡婦となったコンスタンス女公は、1147年に一旗揚げにシリアに到来し征服欲を満たす機会を求めていた「強盗騎士」ルノー・ド・シャティヨンと結婚し、ルノーが新たな公となった。ルノーは些細な口実を元に東ローマ帝国の領土であったキプロス島を攻略した後、農村や教会、修道院を残らず略奪し住民を虐殺し、キプロスは再起不能の打撃を受けた。
これにより皇帝マヌエル1世コムネノスによるアンティオキアへの懲罰としての遠征を招いた。ルノーは抵抗は無益と悟り、マヌエル1世の陣営に乞食の様な格好で現れ卑屈に許しを乞い、東ローマ帝国への臣従を誓わされた。1159年、マヌエル1世は君主としてアンティオキアに入城するデモンストレーションを行った。以後、東ローマ帝国はしばらくの間シリアで強い影響力を発揮し、ヌールッディーンも十字軍国家も互いに手が出ない状態になる。
1160年にルノーはアレッポ北部を略奪しようとして囚われ、ヌールッディーンの捕虜となった。コンスタンスはルノー救出を訴えたが、公国の貴族たちはコンスタンスと前夫レーモンの子ボエモン3世を次の公爵とするよう主張しコンスタンスと対立した。ルノーは結局公位（妻コンスタンスの摂政位）を失い、1163年にボエモン3世が即位した。ボエモン3世は皇帝マヌエル1世の宗主権を認め皇帝の姪と結婚し、正教会の総主教をアンティオキアに迎え入れた。また、マヌエル1世の皇后エイレーネーが1159年に死去すると、2度目の妻としてコンスタンスとレーモンの娘マリー・ダンティオケが選ばれた。マリーはマヌエル1世の息子（アレクシオス2世コムネノス）を産み、その摂政として東ローマで権勢をふるった。
ルノーは16年後釈放されてエルサレムに現れ、ムスリムとの徹底抗戦を主張して各地を略奪し王国内の穏健派からもムスリムからも忌み嫌われたが、1187年、サラーフッディーン（サラディン）の軍にハッティンの戦いで大敗し処刑された。

### 高まるムスリムの圧力
1164年、ヌールッディーンの部下シールクーフがファーティマ朝エジプトへ、内紛とエルサレム王国によるエジプト攻撃から救援すべく向かったが、その間シリアに残ったヌールッディーンを攻めようとした十字軍国家連合軍は大敗し、ボエモン3世もしばらく捕虜となってしまった。
シールクーフの戦いは、ファーティマ朝とエルサレム王国が連合軍を組んでしまうことで長い戦いになった。ようやく戦いを制したシールクーフが急死し、甥のサラディンがファーティマ朝を滅ぼしアイユーブ朝を確立する。これはヌールッディーンの疑念を招いたが、彼は間もなく没し、以後サラディンがエジプト・シリアのムスリムを統合することになる。彼は1187年のハッティンの戦いに勝利し、エルサレムを占領して十字軍国家からほとんどの都市を奪うが、イタリアの都市国家（ジェノヴァ共和国、ピサ共和国、ヴェネツィア共和国）の艦隊と第3回十字軍の援助を受けてアンティオキア公国はアンティオキア市と若干の属領を辛うじて保った。

### アルメニア人の支配
1194年、ボエモン3世は北部に隣接するキリキア・アルメニア王国と争い、講和条件としてキリキア王の娘を自身の長男レーモンと娶わせた。この婚姻から生まれたレーモン・ルーペンはアンティオキア公とキリキア王の血を引くことになり、ボエモン3世の次男でトリポリ伯国を継承していたボエモンが、1201年の父の死に伴ってアンティオキア公ボエモン4世として即位すると、アンティオキア公国に対するキリキアのアルメニア人の干渉を招くことになった。キリキア王は1216年からレーモン・ルーペンをアンティオキア公位につけることに成功するが、1219年にボエモン4世がアンティオキア公位に復帰し、アンティオキア公国とトリポリ伯国は同君連合となった。ボエモン4世の死後、同名のボエモン5世、ボエモン6世が続くが、その後の十字軍においてアンティオキア公国が貢献するところはなかった。
1254年にボエモン6世はキリキア王ヘトゥーム1世の娘と結婚し、両国はアンティオキア公位を巡る抗争に終止符を打ったが、これによってアンティオキア公国はほとんどキリキア・アルメニア王国の属国のようになった。

### モンゴル軍への加勢、そして滅亡
1258年にバグダードのアッバース朝を滅ぼしたフレグ率いるモンゴル軍がシリアに進軍すると、キリキアとアンティオキアはこれをムスリムに対する聖戦とみて、モンゴル軍に従ってムスリムと戦いダマスカスとガザを陥落させエジプトに向かったが、1260年のアイン・ジャールートの戦いでモンゴル軍と連合軍はバイバルス率いるエジプトのマムルーク軍に敗れた。
アイユーブ朝を滅ぼしマムルーク朝のスルタンとなったバイバルスは、キリキアとトリポリ＝アンティオキアに対する懲罰戦を練った。フレグ没後の混乱に乗じてバイバルスは1265年に北上し、キリキアの諸都市を破壊し再起不能とした。さらに1268年にトリポリ攻撃にかかったが、アンティオキア公とトリポリ伯を兼ねるボエモン6世が篭城の準備をしていると見るやアンティオキアに向かい、たった4日でこれを占領し、全住民を奴隷とするか虐殺して都市を完全に破壊した。
これによってアンティオキア公国は滅亡し、以後、東地中海最大の都市だったこともあったアンティオキアは廃墟の中の一寒村と化し歴史から姿を消した。
アンティオキアを失ったボエモン6世はバイバルスと休戦し、以後休戦は継続されたが、再度モンゴル軍が侵攻した後の1289年にトリポリは陥落しトリポリ伯国も滅亡した。

## 歴代君主
- ボエモン1世（1098年 - 1111年（1100年 - 1103年捕虜）） - ターラント公
  - タンクレード（摂政、1100年 - 1103年、1105年 - 1112年）
- ボエモン2世（1111年 - 1130年）
  - サレルノ伯ロジェ（ルッジェーロ）（摂政、1112年 - 1119年）
  - エルサレム王ボードゥアン2世（摂政、1119年 - 1126年）
- アリックス（女公、1130年 - 1130年?）
- エルサレム王ボードゥアン2世（1130年? - 1131年）
- エルサレム王フルク（1131年 - 1136年）
- レーモン・ド・ポワティエ（1136年 - 1149年）
- コンスタンス（女公、1149年 - 1153年）
- ルノー・ド・シャティヨン（1153年 - 1160年/1163年）
- コンスタンスとボエモン3世（英語版）（1163年 - 1201年）
- ボエモン4世（英語版）（1201年 - 1216年）
- レーモン・ルーペン（英語版）（1216年 - 1219年）
- ボエモン4世（復位、1219年 - 1233年）
- ボエモン5世（英語版）（1233年 - 1251年）
- ボエモン6世（英語版）（1251年 - 1268年）

### 系図
|                                        |                                        |                                                |                                                |                                                |                                                |                                                |                                                |                                            |                                            |                                                      |                                                      |                                                      |                                                      |                                                      |                                                      |                                              |                                              | オートヴィル朝                            |                                           |                                                |                                                |                                                |                                                |                                                |                                                |                                                |                                                |                                                |                                                |                                            |                                            |                                            |                                            |                                            |                                            |                                                                       |                                                                       |                                                                       |                                                                       |                                                                       |                                                                       |                                              |                                              |                             |                      |                           |                           |                           |                           |                           |                           |                      |                      |                        |                        |                        |                        |                        |                        |                                       |                                       |                                       |                                       |                                           |                                           |                                           |                                           |                                                 |                                                 |                                                 |                                                 |                                                                       |                                                                       |                                                                       |                                                                       |                                                                       |                                                                       |                                                       |                                                       |                                                       |                                                       |                                                   |                                                   |                                                   |                                                   |                                    |                                    |                                    |                                    |  |  |
|                                        |                                        |                                                |                                                |                                                |                                                |                                                |                                                |                                            |                                            |                                                      |                                                      |                                                      |                                                      |                                                      |                                                      |                                              |                                              |                                           |                                           |                                                |                                                |                                                |                                                |                                                |                                                |                                                |                                                |                                                |                                                |                                            |                                            |                                            |                                            |                                            |                                            |                                                                       |                                                                       |                                                                       |                                                                       |                                                                       |                                                                       |                                              |                                              |                             |                      |                           |                           |                           |                           |                           |                           |                      |                      |                        |                        |                        |                        |                        |                        |                                       |                                       |                                       |                                       |                                           |                                           |                                           |                                           |                                                 |                                                 |                                                 |                                                 |                                                                       |                                                                       |                                                                       |                                                                       |                                                                       |                                                                       |                                                       |                                                       |                                                       |                                                       |                                                   |                                                   |                                                   |                                                   |                                    |                                    |                                    |                                    |  |  |
|                                        |                                        |                                                |                                                |                                                |                                                |                                                |                                                |                                            |                                            |                                                      |                                                      |                                                      |                                                      |                                                      |                                                      |                                              |                                              | ロベルト・イル・グイスカルド カラブリア公 |                                           |                                                |                                                |                                                |                                                |                                                |                                                |                                                |                                                |                                                |                                                |                                            |                                            |                                            |                                            |                                            |                                            |                                                                       |                                                                       |                                                                       |                                                                       |                                                                       |                                                                       |                                              |                                              |                             |                      |                           |                           |                           |                           |                           |                           |                      |                      |                        |                        |                        |                        |                        |                        |                                       |                                       |                                       |                                       |                                           |                                           |                                           |                                           |                                                 |                                                 |                                                 |                                                 |                                                                       |                                                                       |                                                                       |                                                                       |                                                                       |                                                                       |                                                       |                                                       |                                                       |                                                       |                                                   |                                                   |                                                   |                                                   |                                    |                                    |                                    |                                    |  |  |
|                                        |                                        |                                                |                                                |                                                |                                                |                                                |                                                |                                            |                                            |                                                      |                                                      |                                                      |                                                      |                                                      |                                                      |                                              |                                              |                                           |                                           |                                                |                                                |                                                |                                                |                                                |                                                |                                                |                                                |                                                |                                                |                                            |                                            |                                            |                                            |                                            |                                            |                                                                       |                                                                       |                                                                       |                                                                       |                                                                       |                                                                       |                                              |                                              |                             |                      |                           |                           |                           |                           |                           |                           |                      |                      |                        |                        |                        |                        |                        |                        |                                       |                                       |                                       |                                       |                                           |                                           |                                           |                                           |                                                 |                                                 |                                                 |                                                 |                                                                       |                                                                       |                                                                       |                                                                       |                                                                       |                                                                       |                                                       |                                                       |                                                       |                                                       |                                                   |                                                   |                                                   |                                                   |                                    |                                    |                                    |                                    |  |  |
|                                        |                                        |                                                |                                                |                                                |                                                |                                                |                                                |                                            |                                            |                                                      |                                                      |                                                      |                                                      |                                                      |                                                      |                                              |                                              |                                           |                                           |                                                |                                                |                                                |                                                |                                                |                                                |                                                |                                                |                                                |                                                |                                            |                                            |                                            |                                            |                                            |                                            |                                                                       |                                                                       |                                                                       |                                                                       |                                                                       |                                                                       |                                              |                                              |                             |                      |                           |                           |                           |                           |                           |                           |                      |                      |                        |                        |                        |                        |                        |                        |                                       |                                       |                                       |                                       |                                           |                                           |                                           |                                           |                                                 |                                                 |                                                 |                                                 |                                                                       |                                                                       |                                                                       |                                                                       |                                                                       |                                                                       |                                                       |                                                       |                                                       |                                                       |                                                   |                                                   |                                                   |                                                   |                                    |                                    |                                    |                                    |  |  |
|                                        |                                        |                                                |                                                |                                                |                                                | 善良侯オドン                                   | 善良侯オドン                                   | 善良侯オドン                               | 善良侯オドン                               | 善良侯オドン                                         | 善良侯オドン                                         |                                                      |                                                      | エマ                                                 | エマ                                                 | エマ                                         | エマ                                         | エマ                                      | エマ                                      |                                                |                                                | ボエモン1世                                    | ボエモン1世                                    | ボエモン1世                                    | ボエモン1世                                    | ボエモン1世                                    | ボエモン1世                                    |                                                |                                                | コンスタンス （フランス王フィリップ1世娘） | コンスタンス （フランス王フィリップ1世娘） | コンスタンス （フランス王フィリップ1世娘） | コンスタンス （フランス王フィリップ1世娘） | コンスタンス （フランス王フィリップ1世娘） | コンスタンス （フランス王フィリップ1世娘） |                                                                       |                                                                       |                                                                       |                                                                       |                                                                       |                                                                       |                                              |                                              |                             |                      |                           |                           |                           |                           |                           |                           |                      |                      |                        |                        |                        |                        |                        |                        |                                       |                                       |                                       |                                       |                                           |                                           |                                           |                                           |                                                 |                                                 |                                                 |                                                 |                                                                       |                                                                       |                                                                       |                                                                       | オンフロワ1世・ド・トロン                                             | オンフロワ1世・ド・トロン                                             | オンフロワ1世・ド・トロン                             | オンフロワ1世・ド・トロン                             | オンフロワ1世・ド・トロン                             | オンフロワ1世・ド・トロン                             |                                                   |                                                   |                                                   |                                                   |                                    |                                    |                                    |                                    |  |  |
|                                        |                                        |                                                |                                                |                                                |                                                | 善良侯オドン                                   | 善良侯オドン                                   | 善良侯オドン                               | 善良侯オドン                               | 善良侯オドン                                         | 善良侯オドン                                         |                                                      |                                                      | エマ                                                 | エマ                                                 | エマ                                         | エマ                                         | エマ                                      | エマ                                      |                                                |                                                | ボエモン1世                                    | ボエモン1世                                    | ボエモン1世                                    | ボエモン1世                                    | ボエモン1世                                    | ボエモン1世                                    |                                                |                                                | コンスタンス （フランス王フィリップ1世娘） | コンスタンス （フランス王フィリップ1世娘） | コンスタンス （フランス王フィリップ1世娘） | コンスタンス （フランス王フィリップ1世娘） | コンスタンス （フランス王フィリップ1世娘） | コンスタンス （フランス王フィリップ1世娘） |                                                                       |                                                                       |                                                                       |                                                                       |                                                                       |                                                                       |                                              |                                              |                             |                      |                           |                           |                           |                           |                           |                           |                      |                      |                        |                        |                        |                        |                        |                        |                                       |                                       |                                       |                                       |                                           |                                           |                                           |                                           |                                                 |                                                 |                                                 |                                                 |                                                                       |                                                                       |                                                                       |                                                                       | オンフロワ1世・ド・トロン                                             | オンフロワ1世・ド・トロン                                             | オンフロワ1世・ド・トロン                             | オンフロワ1世・ド・トロン                             | オンフロワ1世・ド・トロン                             | オンフロワ1世・ド・トロン                             |                                                   |                                                   |                                                   |                                                   |                                    |                                    |                                    |                                    |  |  |
|                                        |                                        |                                                |                                                |                                                |                                                |                                                |                                                |                                            |                                            |                                                      |                                                      |                                                      |                                                      |                                                      |                                                      |                                              |                                              |                                           |                                           |                                                |                                                |                                                |                                                |                                                |                                                |                                                |                                                |                                                |                                                |                                            |                                            |                                            |                                            |                                            |                                            |                                                                       |                                                                       |                                                                       |                                                                       |                                                                       |                                                                       |                                              |                                              |                             |                      |                           |                           |                           |                           |                           |                           |                      |                      |                        |                        |                        |                        |                        |                        |                                       |                                       |                                       |                                       |                                           |                                           |                                           |                                           |                                                 |                                                 |                                                 |                                                 |                                                                       |                                                                       |                                                                       |                                                                       |                                                                       |                                                                       |                                                       |                                                       |                                                       |                                                       |                                                   |                                                   |                                                   |                                                   |                                    |                                    |                                    |                                    |  |  |
|                                        |                                        |                                                |                                                |                                                |                                                |                                                |                                                |                                            |                                            |                                                      |                                                      |                                                      |                                                      |                                                      |                                                      |                                              |                                              |                                           |                                           |                                                |                                                |                                                |                                                |                                                |                                                |                                                |                                                |                                                |                                                |                                            |                                            |                                            |                                            |                                            |                                            |                                                                       |                                                                       |                                                                       |                                                                       |                                                                       |                                                                       |                                              |                                              |                             |                      |                           |                           |                           |                           |                           |                           |                      |                      |                        |                        |                        |                        |                        |                        |                                       |                                       |                                       |                                       |                                           |                                           |                                           |                                           |                                                 |                                                 |                                                 |                                                 |                                                                       |                                                                       |                                                                       |                                                                       |                                                                       |                                                                       |                                                       |                                                       |                                                       |                                                       |                                                   |                                                   |                                                   |                                                   |                                    |                                    |                                    |                                    |  |  |
|                                        |                                        |                                                |                                                |                                                |                                                | タンクレード ガリラヤ公 アンティオキア摂政     | タンクレード ガリラヤ公 アンティオキア摂政     | タンクレード ガリラヤ公 アンティオキア摂政 | タンクレード ガリラヤ公 アンティオキア摂政 | タンクレード ガリラヤ公 アンティオキア摂政           | タンクレード ガリラヤ公 アンティオキア摂政           |                                                      |                                                      | アルトルーデ ＝リッカルド・ディ・サレルノ            | アルトルーデ ＝リッカルド・ディ・サレルノ            | アルトルーデ ＝リッカルド・ディ・サレルノ    | アルトルーデ ＝リッカルド・ディ・サレルノ    | アルトルーデ ＝リッカルド・ディ・サレルノ | アルトルーデ ＝リッカルド・ディ・サレルノ |                                                |                                                | ジャン                                         | ジャン                                         | ジャン                                         | ジャン                                         | ジャン                                         | ジャン                                         |                                                |                                                | ボエモン2世                                | ボエモン2世                                | ボエモン2世                                | ボエモン2世                                | ボエモン2世                                | ボエモン2世                                |                                                                       |                                                                       | アリックス （エルサレム王ボードゥアン2世娘）                          | アリックス （エルサレム王ボードゥアン2世娘）                          | アリックス （エルサレム王ボードゥアン2世娘）                          | アリックス （エルサレム王ボードゥアン2世娘）                          | アリックス （エルサレム王ボードゥアン2世娘） | アリックス （エルサレム王ボードゥアン2世娘） |                             |                      | メリザンド エルサレム女王 | メリザンド エルサレム女王 | メリザンド エルサレム女王 | メリザンド エルサレム女王 | メリザンド エルサレム女王 | メリザンド エルサレム女王 |                      |                      | フルク5世 エルサレム王 | フルク5世 エルサレム王 | フルク5世 エルサレム王 | フルク5世 エルサレム王 | フルク5世 エルサレム王 | フルク5世 エルサレム王 |                                       |                                       |                                       |                                       |                                           |                                           |                                           |                                           | フィリッパ （アンティオキア女公コンスタンス娘） | フィリッパ （アンティオキア女公コンスタンス娘） | フィリッパ （アンティオキア女公コンスタンス娘） | フィリッパ （アンティオキア女公コンスタンス娘） | フィリッパ （アンティオキア女公コンスタンス娘）                       | フィリッパ （アンティオキア女公コンスタンス娘）                       |                                                                       |                                                                       | オンフロワ2世・ド・トロン                                             | オンフロワ2世・ド・トロン                                             | オンフロワ2世・ド・トロン                             | オンフロワ2世・ド・トロン                             | オンフロワ2世・ド・トロン                             | オンフロワ2世・ド・トロン                             |                                                   |                                                   | バニアスの女相続人                                | バニアスの女相続人                                | バニアスの女相続人                 | バニアスの女相続人                 | バニアスの女相続人                 | バニアスの女相続人                 |  |  |
|                                        |                                        |                                                |                                                |                                                |                                                | タンクレード ガリラヤ公 アンティオキア摂政     | タンクレード ガリラヤ公 アンティオキア摂政     | タンクレード ガリラヤ公 アンティオキア摂政 | タンクレード ガリラヤ公 アンティオキア摂政 | タンクレード ガリラヤ公 アンティオキア摂政           | タンクレード ガリラヤ公 アンティオキア摂政           |                                                      |                                                      | アルトルーデ ＝リッカルド・ディ・サレルノ            | アルトルーデ ＝リッカルド・ディ・サレルノ            | アルトルーデ ＝リッカルド・ディ・サレルノ    | アルトルーデ ＝リッカルド・ディ・サレルノ    | アルトルーデ ＝リッカルド・ディ・サレルノ | アルトルーデ ＝リッカルド・ディ・サレルノ |                                                |                                                | ジャン                                         | ジャン                                         | ジャン                                         | ジャン                                         | ジャン                                         | ジャン                                         |                                                |                                                | ボエモン2世                                | ボエモン2世                                | ボエモン2世                                | ボエモン2世                                | ボエモン2世                                | ボエモン2世                                |                                                                       |                                                                       | アリックス （エルサレム王ボードゥアン2世娘）                          | アリックス （エルサレム王ボードゥアン2世娘）                          | アリックス （エルサレム王ボードゥアン2世娘）                          | アリックス （エルサレム王ボードゥアン2世娘）                          | アリックス （エルサレム王ボードゥアン2世娘） | アリックス （エルサレム王ボードゥアン2世娘） |                             |                      | メリザンド エルサレム女王 | メリザンド エルサレム女王 | メリザンド エルサレム女王 | メリザンド エルサレム女王 | メリザンド エルサレム女王 | メリザンド エルサレム女王 |                      |                      | フルク5世 エルサレム王 | フルク5世 エルサレム王 | フルク5世 エルサレム王 | フルク5世 エルサレム王 | フルク5世 エルサレム王 | フルク5世 エルサレム王 |                                       |                                       |                                       |                                       |                                           |                                           |                                           |                                           | フィリッパ （アンティオキア女公コンスタンス娘） | フィリッパ （アンティオキア女公コンスタンス娘） | フィリッパ （アンティオキア女公コンスタンス娘） | フィリッパ （アンティオキア女公コンスタンス娘） | フィリッパ （アンティオキア女公コンスタンス娘）                       | フィリッパ （アンティオキア女公コンスタンス娘）                       |                                                                       |                                                                       | オンフロワ2世・ド・トロン                                             | オンフロワ2世・ド・トロン                                             | オンフロワ2世・ド・トロン                             | オンフロワ2世・ド・トロン                             | オンフロワ2世・ド・トロン                             | オンフロワ2世・ド・トロン                             |                                                   |                                                   | バニアスの女相続人                                | バニアスの女相続人                                | バニアスの女相続人                 | バニアスの女相続人                 | バニアスの女相続人                 | バニアスの女相続人                 |  |  |
|                                        |                                        |                                                |                                                |                                                |                                                |                                                |                                                |                                            |                                            |                                                      |                                                      |                                                      |                                                      |                                                      |                                                      |                                              |                                              |                                           |                                           |                                                |                                                |                                                |                                                |                                                |                                                |                                                |                                                |                                                |                                                |                                            |                                            |                                            |                                            |                                            |                                            |                                                                       |                                                                       |                                                                       |                                                                       |                                                                       |                                                                       |                                              |                                              |                             |                      |                           |                           |                           |                           |                           |                           |                      |                      |                        |                        |                        |                        |                        |                        |                                       |                                       |                                       |                                       |                                           |                                           |                                           |                                           |                                                 |                                                 |                                                 |                                                 |                                                                       |                                                                       |                                                                       |                                                                       |                                                                       |                                                                       |                                                       |                                                       |                                                       |                                                       |                                                   |                                                   |                                                   |                                                   |                                    |                                    |                                    |                                    |  |  |
|                                        |                                        |                                                |                                                |                                                |                                                |                                                |                                                |                                            |                                            |                                                      |                                                      |                                                      |                                                      |                                                      |                                                      |                                              |                                              |                                           |                                           |                                                |                                                |                                                |                                                |                                                |                                                |                                                |                                                |                                                |                                                |                                            |                                            |                                            |                                            |                                            |                                            |                                                                       |                                                                       |                                                                       |                                                                       |                                                                       |                                                                       |                                              |                                              |                             |                      |                           |                           |                           |                           |                           |                           |                      |                      |                        |                        |                        |                        |                        |                        |                                       |                                       |                                       |                                       |                                           |                                           |                                           |                                           |                                                 |                                                 |                                                 |                                                 |                                                                       |                                                                       |                                                                       |                                                                       |                                                                       |                                                                       |                                                       |                                                       |                                                       |                                                       |                                                   |                                                   |                                                   |                                                   |                                    |                                    |                                    |                                    |  |  |
|                                        |                                        | オディエルヌ （エルサレム王ボードゥアン2世妹） | オディエルヌ （エルサレム王ボードゥアン2世妹） | オディエルヌ （エルサレム王ボードゥアン2世妹） | オディエルヌ （エルサレム王ボードゥアン2世妹） | オディエルヌ （エルサレム王ボードゥアン2世妹） | オディエルヌ （エルサレム王ボードゥアン2世妹） |                                            |                                            | ロジェ（ルッジェーロ） サレルノ伯 アンティオキア摂政 | ロジェ（ルッジェーロ） サレルノ伯 アンティオキア摂政 | ロジェ（ルッジェーロ） サレルノ伯 アンティオキア摂政 | ロジェ（ルッジェーロ） サレルノ伯 アンティオキア摂政 | ロジェ（ルッジェーロ） サレルノ伯 アンティオキア摂政 | ロジェ（ルッジェーロ） サレルノ伯 アンティオキア摂政 |                                              |                                              | マリア ＝エデッサ伯ジョスラン1世          | マリア ＝エデッサ伯ジョスラン1世          | マリア ＝エデッサ伯ジョスラン1世               | マリア ＝エデッサ伯ジョスラン1世               | マリア ＝エデッサ伯ジョスラン1世               | マリア ＝エデッサ伯ジョスラン1世               |                                                |                                                | レーモン・ド・ポワティエ                       | レーモン・ド・ポワティエ                       | レーモン・ド・ポワティエ                       | レーモン・ド・ポワティエ                       | レーモン・ド・ポワティエ                   | レーモン・ド・ポワティエ                   |                                            |                                            | コンスタンス                               | コンスタンス                               | コンスタンス                                                          | コンスタンス                                                          | コンスタンス                                                          | コンスタンス                                                          |                                                                       |                                                                       |                                              |                                              |                             |                      |                           |                           |                           |                           |                           |                           |                      |                      |                        |                        |                        |                        |                        |                        | ルノー・ド・シャティヨン              | ルノー・ド・シャティヨン              | ルノー・ド・シャティヨン              | ルノー・ド・シャティヨン              | ルノー・ド・シャティヨン                  | ルノー・ド・シャティヨン                  |                                           |                                           |                                                 |                                                 |                                                 |                                                 | エティエネット・ド・ミリー （ナーブルス領主フィリップ・ド・ミリー娘） | エティエネット・ド・ミリー （ナーブルス領主フィリップ・ド・ミリー娘） | エティエネット・ド・ミリー （ナーブルス領主フィリップ・ド・ミリー娘） | エティエネット・ド・ミリー （ナーブルス領主フィリップ・ド・ミリー娘） | エティエネット・ド・ミリー （ナーブルス領主フィリップ・ド・ミリー娘） | エティエネット・ド・ミリー （ナーブルス領主フィリップ・ド・ミリー娘） |                                                       |                                                       | オンフロワ3世・ド・トロン                             | オンフロワ3世・ド・トロン                             | オンフロワ3世・ド・トロン                         | オンフロワ3世・ド・トロン                         | オンフロワ3世・ド・トロン                         | オンフロワ3世・ド・トロン                         |                                    |                                    |                                    |                                    |  |  |
|                                        |                                        | オディエルヌ （エルサレム王ボードゥアン2世妹） | オディエルヌ （エルサレム王ボードゥアン2世妹） | オディエルヌ （エルサレム王ボードゥアン2世妹） | オディエルヌ （エルサレム王ボードゥアン2世妹） | オディエルヌ （エルサレム王ボードゥアン2世妹） | オディエルヌ （エルサレム王ボードゥアン2世妹） |                                            |                                            | ロジェ（ルッジェーロ） サレルノ伯 アンティオキア摂政 | ロジェ（ルッジェーロ） サレルノ伯 アンティオキア摂政 | ロジェ（ルッジェーロ） サレルノ伯 アンティオキア摂政 | ロジェ（ルッジェーロ） サレルノ伯 アンティオキア摂政 | ロジェ（ルッジェーロ） サレルノ伯 アンティオキア摂政 | ロジェ（ルッジェーロ） サレルノ伯 アンティオキア摂政 |                                              |                                              | マリア ＝エデッサ伯ジョスラン1世          | マリア ＝エデッサ伯ジョスラン1世          | マリア ＝エデッサ伯ジョスラン1世               | マリア ＝エデッサ伯ジョスラン1世               | マリア ＝エデッサ伯ジョスラン1世               | マリア ＝エデッサ伯ジョスラン1世               |                                                |                                                | レーモン・ド・ポワティエ                       | レーモン・ド・ポワティエ                       | レーモン・ド・ポワティエ                       | レーモン・ド・ポワティエ                       | レーモン・ド・ポワティエ                   | レーモン・ド・ポワティエ                   |                                            |                                            | コンスタンス                               | コンスタンス                               | コンスタンス                                                          | コンスタンス                                                          | コンスタンス                                                          | コンスタンス                                                          |                                                                       |                                                                       |                                              |                                              |                             |                      |                           |                           |                           |                           |                           |                           |                      |                      |                        |                        |                        |                        |                        |                        | ルノー・ド・シャティヨン              | ルノー・ド・シャティヨン              | ルノー・ド・シャティヨン              | ルノー・ド・シャティヨン              | ルノー・ド・シャティヨン                  | ルノー・ド・シャティヨン                  |                                           |                                           |                                                 |                                                 |                                                 |                                                 | エティエネット・ド・ミリー （ナーブルス領主フィリップ・ド・ミリー娘） | エティエネット・ド・ミリー （ナーブルス領主フィリップ・ド・ミリー娘） | エティエネット・ド・ミリー （ナーブルス領主フィリップ・ド・ミリー娘） | エティエネット・ド・ミリー （ナーブルス領主フィリップ・ド・ミリー娘） | エティエネット・ド・ミリー （ナーブルス領主フィリップ・ド・ミリー娘） | エティエネット・ド・ミリー （ナーブルス領主フィリップ・ド・ミリー娘） |                                                       |                                                       | オンフロワ3世・ド・トロン                             | オンフロワ3世・ド・トロン                             | オンフロワ3世・ド・トロン                         | オンフロワ3世・ド・トロン                         | オンフロワ3世・ド・トロン                         | オンフロワ3世・ド・トロン                         |                                    |                                    |                                    |                                    |  |  |
|                                        |                                        |                                                |                                                |                                                |                                                |                                                |                                                |                                            |                                            |                                                      |                                                      |                                                      |                                                      |                                                      |                                                      |                                              |                                              |                                           |                                           |                                                |                                                |                                                |                                                |                                                |                                                |                                                |                                                |                                                |                                                |                                            |                                            |                                            |                                            |                                            |                                            |                                                                       |                                                                       |                                                                       |                                                                       |                                                                       |                                                                       |                                              |                                              |                             |                      |                           |                           |                           |                           |                           |                           |                      |                      |                        |                        |                        |                        |                        |                        |                                       |                                       |                                       |                                       |                                           |                                           |                                           |                                           |                                                 |                                                 |                                                 |                                                 |                                                                       |                                                                       |                                                                       |                                                                       |                                                                       |                                                                       |                                                       |                                                       |                                                       |                                                       |                                                   |                                                   |                                                   |                                                   |                                    |                                    |                                    |                                    |  |  |
|                                        |                                        |                                                |                                                |                                                |                                                |                                                |                                                |                                            |                                            |                                                      |                                                      |                                                      |                                                      |                                                      |                                                      |                                              |                                              |                                           |                                           |                                                |                                                |                                                |                                                |                                                |                                                |                                                |                                                |                                                |                                                |                                            |                                            |                                            |                                            |                                            |                                            |                                                                       |                                                                       |                                                                       |                                                                       |                                                                       |                                                                       |                                              |                                              |                             |                      |                           |                           |                           |                           |                           |                           |                      |                      |                        |                        |                        |                        |                        |                        |                                       |                                       |                                       |                                       |                                           |                                           |                                           |                                           |                                                 |                                                 |                                                 |                                                 |                                                                       |                                                                       |                                                                       |                                                                       |                                                                       |                                                                       |                                                       |                                                       |                                                       |                                                       |                                                   |                                                   |                                                   |                                                   |                                    |                                    |                                    |                                    |  |  |
|                                        |                                        |                                                |                                                | オルギローサ・オブ・ハレンク                   | オルギローサ・オブ・ハレンク                   | オルギローサ・オブ・ハレンク                   | オルギローサ・オブ・ハレンク                   | オルギローサ・オブ・ハレンク               | オルギローサ・オブ・ハレンク               |                                                      |                                                      | ボエモン3世                                          | ボエモン3世                                          | ボエモン3世                                          | ボエモン3世                                          | ボエモン3世                                  | ボエモン3世                                  |                                           |                                           | テオドラ・コムネナ （ビザンツ帝マヌエル1世姪） | テオドラ・コムネナ （ビザンツ帝マヌエル1世姪） | テオドラ・コムネナ （ビザンツ帝マヌエル1世姪） | テオドラ・コムネナ （ビザンツ帝マヌエル1世姪） | テオドラ・コムネナ （ビザンツ帝マヌエル1世姪） | テオドラ・コムネナ （ビザンツ帝マヌエル1世姪） |                                                |                                                | マリア ＝ビザンツ帝マヌエル1世                 | マリア ＝ビザンツ帝マヌエル1世                 | マリア ＝ビザンツ帝マヌエル1世             | マリア ＝ビザンツ帝マヌエル1世             | マリア ＝ビザンツ帝マヌエル1世             | マリア ＝ビザンツ帝マヌエル1世             |                                            |                                            | フィリッパ 1＝アンドロニコス・コムネノス 2＝オンフロワ2世・ド・トロン | フィリッパ 1＝アンドロニコス・コムネノス 2＝オンフロワ2世・ド・トロン | フィリッパ 1＝アンドロニコス・コムネノス 2＝オンフロワ2世・ド・トロン | フィリッパ 1＝アンドロニコス・コムネノス 2＝オンフロワ2世・ド・トロン | フィリッパ 1＝アンドロニコス・コムネノス 2＝オンフロワ2世・ド・トロン | フィリッパ 1＝アンドロニコス・コムネノス 2＝オンフロワ2世・ド・トロン |                                              |                                              | ボードゥアン                | ボードゥアン         | ボードゥアン              | ボードゥアン              | ボードゥアン              | ボードゥアン              |                           |                           | ルノー               | ルノー               | ルノー                 | ルノー                 | ルノー                 | ルノー                 |                        |                        | アニェス ＝ハンガリー王ベーラ3世      | アニェス ＝ハンガリー王ベーラ3世      | アニェス ＝ハンガリー王ベーラ3世      | アニェス ＝ハンガリー王ベーラ3世      | アニェス ＝ハンガリー王ベーラ3世          | アニェス ＝ハンガリー王ベーラ3世          |                                           |                                           | アリックス ＝アッツォ6世・デステ                | アリックス ＝アッツォ6世・デステ                | アリックス ＝アッツォ6世・デステ                | アリックス ＝アッツォ6世・デステ                | アリックス ＝アッツォ6世・デステ                                      | アリックス ＝アッツォ6世・デステ                                      |                                                                       |                                                                       | オンフロワ4世・ド・トロン ＝エルサレム女王イザベル1世                 | オンフロワ4世・ド・トロン ＝エルサレム女王イザベル1世                 | オンフロワ4世・ド・トロン ＝エルサレム女王イザベル1世 | オンフロワ4世・ド・トロン ＝エルサレム女王イザベル1世 | オンフロワ4世・ド・トロン ＝エルサレム女王イザベル1世 | オンフロワ4世・ド・トロン ＝エルサレム女王イザベル1世 |                                                   |                                                   | イザベル ＝アルメニア王ルーベン3世                | イザベル ＝アルメニア王ルーベン3世                | イザベル ＝アルメニア王ルーベン3世 | イザベル ＝アルメニア王ルーベン3世 | イザベル ＝アルメニア王ルーベン3世 | イザベル ＝アルメニア王ルーベン3世 |  |  |
|                                        |                                        |                                                |                                                | オルギローサ・オブ・ハレンク                   | オルギローサ・オブ・ハレンク                   | オルギローサ・オブ・ハレンク                   | オルギローサ・オブ・ハレンク                   | オルギローサ・オブ・ハレンク               | オルギローサ・オブ・ハレンク               |                                                      |                                                      | ボエモン3世                                          | ボエモン3世                                          | ボエモン3世                                          | ボエモン3世                                          | ボエモン3世                                  | ボエモン3世                                  |                                           |                                           | テオドラ・コムネナ （ビザンツ帝マヌエル1世姪） | テオドラ・コムネナ （ビザンツ帝マヌエル1世姪） | テオドラ・コムネナ （ビザンツ帝マヌエル1世姪） | テオドラ・コムネナ （ビザンツ帝マヌエル1世姪） | テオドラ・コムネナ （ビザンツ帝マヌエル1世姪） | テオドラ・コムネナ （ビザンツ帝マヌエル1世姪） |                                                |                                                | マリア ＝ビザンツ帝マヌエル1世                 | マリア ＝ビザンツ帝マヌエル1世                 | マリア ＝ビザンツ帝マヌエル1世             | マリア ＝ビザンツ帝マヌエル1世             | マリア ＝ビザンツ帝マヌエル1世             | マリア ＝ビザンツ帝マヌエル1世             |                                            |                                            | フィリッパ 1＝アンドロニコス・コムネノス 2＝オンフロワ2世・ド・トロン | フィリッパ 1＝アンドロニコス・コムネノス 2＝オンフロワ2世・ド・トロン | フィリッパ 1＝アンドロニコス・コムネノス 2＝オンフロワ2世・ド・トロン | フィリッパ 1＝アンドロニコス・コムネノス 2＝オンフロワ2世・ド・トロン | フィリッパ 1＝アンドロニコス・コムネノス 2＝オンフロワ2世・ド・トロン | フィリッパ 1＝アンドロニコス・コムネノス 2＝オンフロワ2世・ド・トロン |                                              |                                              | ボードゥアン                | ボードゥアン         | ボードゥアン              | ボードゥアン              | ボードゥアン              | ボードゥアン              |                           |                           | ルノー               | ルノー               | ルノー                 | ルノー                 | ルノー                 | ルノー                 |                        |                        | アニェス ＝ハンガリー王ベーラ3世      | アニェス ＝ハンガリー王ベーラ3世      | アニェス ＝ハンガリー王ベーラ3世      | アニェス ＝ハンガリー王ベーラ3世      | アニェス ＝ハンガリー王ベーラ3世          | アニェス ＝ハンガリー王ベーラ3世          |                                           |                                           | アリックス ＝アッツォ6世・デステ                | アリックス ＝アッツォ6世・デステ                | アリックス ＝アッツォ6世・デステ                | アリックス ＝アッツォ6世・デステ                | アリックス ＝アッツォ6世・デステ                                      | アリックス ＝アッツォ6世・デステ                                      |                                                                       |                                                                       | オンフロワ4世・ド・トロン ＝エルサレム女王イザベル1世                 | オンフロワ4世・ド・トロン ＝エルサレム女王イザベル1世                 | オンフロワ4世・ド・トロン ＝エルサレム女王イザベル1世 | オンフロワ4世・ド・トロン ＝エルサレム女王イザベル1世 | オンフロワ4世・ド・トロン ＝エルサレム女王イザベル1世 | オンフロワ4世・ド・トロン ＝エルサレム女王イザベル1世 |                                                   |                                                   | イザベル ＝アルメニア王ルーベン3世                | イザベル ＝アルメニア王ルーベン3世                | イザベル ＝アルメニア王ルーベン3世 | イザベル ＝アルメニア王ルーベン3世 | イザベル ＝アルメニア王ルーベン3世 | イザベル ＝アルメニア王ルーベン3世 |  |  |
|                                        |                                        |                                                |                                                |                                                |                                                |                                                |                                                |                                            |                                            |                                                      |                                                      |                                                      |                                                      |                                                      |                                                      |                                              |                                              |                                           |                                           |                                                |                                                |                                                |                                                |                                                |                                                |                                                |                                                |                                                |                                                |                                            |                                            |                                            |                                            |                                            |                                            |                                                                       |                                                                       |                                                                       |                                                                       |                                                                       |                                                                       |                                              |                                              |                             |                      |                           |                           |                           |                           |                           |                           |                      |                      |                        |                        |                        |                        |                        |                        |                                       |                                       |                                       |                                       |                                           |                                           |                                           |                                           |                                                 |                                                 |                                                 |                                                 |                                                                       |                                                                       |                                                                       |                                                                       |                                                                       |                                                                       |                                                       |                                                       |                                                       |                                                       |                                                   |                                                   |                                                   |                                                   |                                    |                                    |                                    |                                    |  |  |
|                                        |                                        |                                                |                                                |                                                |                                                |                                                |                                                |                                            |                                            |                                                      |                                                      |                                                      |                                                      |                                                      |                                                      |                                              |                                              |                                           |                                           |                                                |                                                |                                                |                                                |                                                |                                                |                                                |                                                |                                                |                                                |                                            |                                            |                                            |                                            |                                            |                                            |                                                                       |                                                                       |                                                                       |                                                                       |                                                                       |                                                                       |                                              |                                              |                             |                      |                           |                           |                           |                           |                           |                           |                      |                      |                        |                        |                        |                        |                        |                        |                                       |                                       |                                       |                                       |                                           |                                           |                                           |                                           |                                                 |                                                 |                                                 |                                                 |                                                                       |                                                                       |                                                                       |                                                                       |                                                                       |                                                                       |                                                       |                                                       |                                                       |                                                       |                                                   |                                                   |                                                   |                                                   |                                    |                                    |                                    |                                    |  |  |
| プレザンス （ユーグ3世エンブリアコ娘） | プレザンス （ユーグ3世エンブリアコ娘） | プレザンス （ユーグ3世エンブリアコ娘）         | プレザンス （ユーグ3世エンブリアコ娘）         | プレザンス （ユーグ3世エンブリアコ娘）         | プレザンス （ユーグ3世エンブリアコ娘）         |                                                |                                                | ボエモン4世 トリポリ伯                     | ボエモン4世 トリポリ伯                     | ボエモン4世 トリポリ伯                               | ボエモン4世 トリポリ伯                               | ボエモン4世 トリポリ伯                               | ボエモン4世 トリポリ伯                               |                                                      |                                                      |                                              |                                              |                                           |                                           |                                                |                                                |                                                |                                                |                                                |                                                |                                                |                                                |                                                |                                                |                                            |                                            |                                            |                                            |                                            |                                            |                                                                       |                                                                       |                                                                       |                                                                       |                                                                       |                                                                       |                                              |                                              |                             |                      |                           |                           |                           |                           |                           |                           |                      |                      |                        |                        |                        |                        |                        |                        | エメリー・ド・リュジニャン キプロス王 | エメリー・ド・リュジニャン キプロス王 | エメリー・ド・リュジニャン キプロス王 | エメリー・ド・リュジニャン キプロス王 | エメリー・ド・リュジニャン キプロス王     | エメリー・ド・リュジニャン キプロス王     |                                           |                                           |                                                 |                                                 |                                                 |                                                 | レーモン4世 トリポリ伯 （トリポリ伯レーモン3世養子）                  | レーモン4世 トリポリ伯 （トリポリ伯レーモン3世養子）                  | レーモン4世 トリポリ伯 （トリポリ伯レーモン3世養子）                  | レーモン4世 トリポリ伯 （トリポリ伯レーモン3世養子）                  | レーモン4世 トリポリ伯 （トリポリ伯レーモン3世養子）                  | レーモン4世 トリポリ伯 （トリポリ伯レーモン3世養子）                  |                                                       |                                                       |                                                       |                                                       |                                                   |                                                   | アリス                                            | アリス                                            | アリス                             | アリス                             | アリス                             | アリス                             |  |  |
| プレザンス （ユーグ3世エンブリアコ娘） | プレザンス （ユーグ3世エンブリアコ娘） | プレザンス （ユーグ3世エンブリアコ娘）         | プレザンス （ユーグ3世エンブリアコ娘）         | プレザンス （ユーグ3世エンブリアコ娘）         | プレザンス （ユーグ3世エンブリアコ娘）         |                                                |                                                | ボエモン4世 トリポリ伯                     | ボエモン4世 トリポリ伯                     | ボエモン4世 トリポリ伯                               | ボエモン4世 トリポリ伯                               | ボエモン4世 トリポリ伯                               | ボエモン4世 トリポリ伯                               |                                                      |                                                      |                                              |                                              |                                           |                                           |                                                |                                                |                                                |                                                |                                                |                                                |                                                |                                                |                                                |                                                |                                            |                                            |                                            |                                            |                                            |                                            |                                                                       |                                                                       |                                                                       |                                                                       |                                                                       |                                                                       |                                              |                                              |                             |                      |                           |                           |                           |                           |                           |                           |                      |                      |                        |                        |                        |                        |                        |                        |                                       | エメリー・ド・リュジニャン キプロス王 | エメリー・ド・リュジニャン キプロス王 | エメリー・ド・リュジニャン キプロス王 | エメリー・ド・リュジニャン キプロス王     | エメリー・ド・リュジニャン キプロス王     |                                           |                                           |                                                 |                                                 |                                                 |                                                 | レーモン4世 トリポリ伯 （トリポリ伯レーモン3世養子）                  | レーモン4世 トリポリ伯 （トリポリ伯レーモン3世養子）                  | レーモン4世 トリポリ伯 （トリポリ伯レーモン3世養子）                  | レーモン4世 トリポリ伯 （トリポリ伯レーモン3世養子）                  | レーモン4世 トリポリ伯 （トリポリ伯レーモン3世養子）                  | レーモン4世 トリポリ伯 （トリポリ伯レーモン3世養子）                  |                                                       |                                                       |                                                       |                                                       |                                                   |                                                   | アリス                                            | アリス                                            | アリス                             | アリス                             | アリス                             | アリス                             |  |  |
|                                        |                                        |                                                |                                                |                                                |                                                |                                                |                                                |                                            |                                            |                                                      |                                                      |                                                      |                                                      |                                                      |                                                      |                                              |                                              |                                           |                                           |                                                |                                                |                                                |                                                |                                                |                                                |                                                |                                                |                                                |                                                |                                            |                                            |                                            |                                            |                                            |                                            |                                                                       |                                                                       |                                                                       |                                                                       |                                                                       |                                                                       |                                              |                                              |                             |                      |                           |                           |                           |                           |                           |                           |                      |                      |                        |                        |                        |                        |                        |                        |                                       |                                       |                                       |                                       |                                           |                                           |                                           |                                           |                                                 |                                                 |                                                 |                                                 |                                                                       |                                                                       |                                                                       |                                                                       |                                                                       |                                                                       |                                                       |                                                       |                                                       |                                                       |                                                   |                                                   |                                                   |                                                   |                                    |                                    |                                    |                                    |  |  |
|                                        |                                        |                                                |                                                |                                                |                                                |                                                |                                                |                                            |                                            |                                                      |                                                      |                                                      |                                                      |                                                      |                                                      |                                              |                                              |                                           |                                           |                                                |                                                |                                                |                                                |                                                |                                                |                                                |                                                |                                                |                                                |                                            |                                            |                                            |                                            |                                            |                                            |                                                                       |                                                                       |                                                                       |                                                                       |                                                                       |                                                                       |                                              |                                              |                             |                      |                           |                           |                           |                           |                           |                           |                      |                      |                        |                        |                        |                        |                        |                        |                                       |                                       |                                       |                                       |                                           |                                           |                                           |                                           |                                                 |                                                 |                                                 |                                                 |                                                                       |                                                                       |                                                                       |                                                                       |                                                                       |                                                                       |                                                       |                                                       |                                                       |                                                       |                                                   |                                                   |                                                   |                                                   |                                    |                                    |                                    |                                    |  |  |
| レーモン                               | レーモン                               | レーモン                                       | レーモン                                       | レーモン                                       | レーモン                                       |                                                |                                                | ボエモン5世 トリポリ伯                     | ボエモン5世 トリポリ伯                     | ボエモン5世 トリポリ伯                               | ボエモン5世 トリポリ伯                               | ボエモン5世 トリポリ伯                               | ボエモン5世 トリポリ伯                               |                                                      |                                                      | ルシア                                       | ルシア                                       | ルシア                                    | ルシア                                    | ルシア                                         | ルシア                                         |                                                |                                                | フィリップ ＝アルメニア女王ザベル              | フィリップ ＝アルメニア女王ザベル              | フィリップ ＝アルメニア女王ザベル              | フィリップ ＝アルメニア女王ザベル              | フィリップ ＝アルメニア女王ザベル              | フィリップ ＝アルメニア女王ザベル              |                                            |                                            | マリア ＝アルメニア王子トロス              | マリア ＝アルメニア王子トロス              | マリア ＝アルメニア王子トロス              | マリア ＝アルメニア王子トロス              | マリア ＝アルメニア王子トロス                                         | マリア ＝アルメニア王子トロス                                         |                                                                       |                                                                       |                                                                       |                                                                       |                                              |                                              |                             |                      |                           |                           | ユーグ1世 キプロス王      | ユーグ1世 キプロス王      | ユーグ1世 キプロス王      | ユーグ1世 キプロス王      | ユーグ1世 キプロス王 | ユーグ1世 キプロス王 |                        |                        |                        |                        |                        |                        | メリザンド                            | メリザンド                            | メリザンド                            | メリザンド                            | メリザンド                                | メリザンド                                |                                           |                                           | エルヴィーズ                                    | エルヴィーズ                                    | エルヴィーズ                                    | エルヴィーズ                                    | エルヴィーズ                                                          | エルヴィーズ                                                          |                                                                       |                                                                       | レーモン・ルーペン                                                    | レーモン・ルーペン                                                    | レーモン・ルーペン                                    | レーモン・ルーペン                                    | レーモン・ルーペン                                    | レーモン・ルーペン                                    |                                                   |                                                   |                                                   |                                                   |                                    |                                    |                                    |                                    |  |  |
| レーモン                               | レーモン                               | レーモン                                       | レーモン                                       | レーモン                                       | レーモン                                       |                                                |                                                | ボエモン5世 トリポリ伯                     | ボエモン5世 トリポリ伯                     | ボエモン5世 トリポリ伯                               | ボエモン5世 トリポリ伯                               | ボエモン5世 トリポリ伯                               | ボエモン5世 トリポリ伯                               |                                                      |                                                      | ルシア                                       | ルシア                                       | ルシア                                    | ルシア                                    | ルシア                                         | ルシア                                         |                                                |                                                | フィリップ ＝アルメニア女王ザベル              | フィリップ ＝アルメニア女王ザベル              | フィリップ ＝アルメニア女王ザベル              | フィリップ ＝アルメニア女王ザベル              | フィリップ ＝アルメニア女王ザベル              | フィリップ ＝アルメニア女王ザベル              |                                            |                                            | マリア ＝アルメニア王子トロス              | マリア ＝アルメニア王子トロス              | マリア ＝アルメニア王子トロス              | マリア ＝アルメニア王子トロス              | マリア ＝アルメニア王子トロス                                         | マリア ＝アルメニア王子トロス                                         |                                                                       |                                                                       |                                                                       |                                                                       |                                              |                                              |                             |                      |                           |                           | ユーグ1世 キプロス王      | ユーグ1世 キプロス王      | ユーグ1世 キプロス王      | ユーグ1世 キプロス王      | ユーグ1世 キプロス王 | ユーグ1世 キプロス王 |                        |                        |                        |                        |                        |                        | メリザンド                            | メリザンド                            | メリザンド                            | メリザンド                            | メリザンド                                | メリザンド                                |                                           |                                           | エルヴィーズ                                    | エルヴィーズ                                    | エルヴィーズ                                    | エルヴィーズ                                    | エルヴィーズ                                                          | エルヴィーズ                                                          |                                                                       |                                                                       | レーモン・ルーペン                                                    | レーモン・ルーペン                                                    | レーモン・ルーペン                                    | レーモン・ルーペン                                    | レーモン・ルーペン                                    | レーモン・ルーペン                                    |                                                   |                                                   |                                                   |                                                   |                                    |                                    |                                    |                                    |  |  |
|                                        |                                        |                                                |                                                |                                                |                                                |                                                |                                                |                                            |                                            |                                                      |                                                      |                                                      |                                                      |                                                      |                                                      |                                              |                                              |                                           |                                           |                                                |                                                |                                                |                                                |                                                |                                                |                                                |                                                |                                                |                                                |                                            |                                            |                                            |                                            |                                            |                                            |                                                                       |                                                                       |                                                                       |                                                                       |                                                                       |                                                                       |                                              |                                              |                             |                      |                           |                           |                           |                           |                           |                           |                      |                      |                        |                        |                        |                        |                        |                        |                                       |                                       |                                       |                                       |                                           |                                           |                                           |                                           |                                                 |                                                 |                                                 |                                                 |                                                                       |                                                                       |                                                                       |                                                                       |                                                                       |                                                                       |                                                       |                                                       |                                                       |                                                       |                                                   |                                                   |                                                   |                                                   |                                    |                                    |                                    |                                    |  |  |
|                                        |                                        |                                                |                                                |                                                |                                                |                                                |                                                |                                            |                                            |                                                      |                                                      |                                                      |                                                      |                                                      |                                                      |                                              |                                              |                                           |                                           |                                                |                                                |                                                |                                                |                                                |                                                |                                                |                                                |                                                |                                                |                                            |                                            |                                            |                                            |                                            |                                            |                                                                       |                                                                       |                                                                       |                                                                       |                                                                       |                                                                       |                                              |                                              |                             |                      |                           |                           |                           |                           |                           |                           |                      |                      |                        |                        |                        |                        |                        |                        |                                       |                                       |                                       |                                       |                                           |                                           |                                           |                                           |                                                 |                                                 |                                                 |                                                 |                                                                       |                                                                       |                                                                       |                                                                       |                                                                       |                                                                       |                                                       |                                                       |                                                       |                                                       |                                                   |                                                   |                                                   |                                                   |                                    |                                    |                                    |                                    |  |  |
|                                        |                                        |                                                |                                                |                                                |                                                |                                                |                                                | ボエモン6世 トリポリ伯                     | ボエモン6世 トリポリ伯                     | ボエモン6世 トリポリ伯                               | ボエモン6世 トリポリ伯                               | ボエモン6世 トリポリ伯                               | ボエモン6世 トリポリ伯                               |                                                      |                                                      | シリル （アルメニア女王ザベル娘）            | シリル （アルメニア女王ザベル娘）            | シリル （アルメニア女王ザベル娘）         | シリル （アルメニア女王ザベル娘）         | シリル （アルメニア女王ザベル娘）              | シリル （アルメニア女王ザベル娘）              |                                                |                                                | プレザンス 2＝アルスフ領主バリアン・ディブラン | プレザンス 2＝アルスフ領主バリアン・ディブラン | プレザンス 2＝アルスフ領主バリアン・ディブラン | プレザンス 2＝アルスフ領主バリアン・ディブラン | プレザンス 2＝アルスフ領主バリアン・ディブラン | プレザンス 2＝アルスフ領主バリアン・ディブラン |                                            |                                            | アンリ1世 キプロス王                       | アンリ1世 キプロス王                       | アンリ1世 キプロス王                       | アンリ1世 キプロス王                       | アンリ1世 キプロス王                                                  | アンリ1世 キプロス王                                                  |                                                                       |                                                                       | アンリ                                                                | アンリ                                                                | アンリ                                       | アンリ                                       | アンリ                      | アンリ               |                           |                           | イザベラ                  | イザベラ                  | イザベラ                  | イザベラ                  | イザベラ             | イザベラ             |                        |                        | マリア                 | マリア                 | マリア                 | マリア                 | マリア                                | マリア                                |                                       |                                       | フィリップ・ド・モンフォール ティルス領主 | フィリップ・ド・モンフォール ティルス領主 | フィリップ・ド・モンフォール ティルス領主 | フィリップ・ド・モンフォール ティルス領主 | フィリップ・ド・モンフォール ティルス領主       | フィリップ・ド・モンフォール ティルス領主       |                                                 |                                                 | マリア                                                                | マリア                                                                | マリア                                                                | マリア                                                                | マリア                                                                | マリア                                                                |                                                       |                                                       | エシーヴ ＝ヘトゥム・ランプロン（アルメニア王家）     | エシーヴ ＝ヘトゥム・ランプロン（アルメニア王家）     | エシーヴ ＝ヘトゥム・ランプロン（アルメニア王家） | エシーヴ ＝ヘトゥム・ランプロン（アルメニア王家） | エシーヴ ＝ヘトゥム・ランプロン（アルメニア王家） | エシーヴ ＝ヘトゥム・ランプロン（アルメニア王家） |                                    |                                    |                                    |                                    |  |  |
|                                        |                                        |                                                |                                                |                                                |                                                |                                                |                                                | ボエモン6世 トリポリ伯                     | ボエモン6世 トリポリ伯                     | ボエモン6世 トリポリ伯                               | ボエモン6世 トリポリ伯                               | ボエモン6世 トリポリ伯                               | ボエモン6世 トリポリ伯                               |                                                      |                                                      | シリル （アルメニア女王ザベル娘）            | シリル （アルメニア女王ザベル娘）            | シリル （アルメニア女王ザベル娘）         | シリル （アルメニア女王ザベル娘）         | シリル （アルメニア女王ザベル娘）              | シリル （アルメニア女王ザベル娘）              |                                                |                                                | プレザンス 2＝アルスフ領主バリアン・ディブラン | プレザンス 2＝アルスフ領主バリアン・ディブラン | プレザンス 2＝アルスフ領主バリアン・ディブラン | プレザンス 2＝アルスフ領主バリアン・ディブラン | プレザンス 2＝アルスフ領主バリアン・ディブラン | プレザンス 2＝アルスフ領主バリアン・ディブラン |                                            |                                            | アンリ1世 キプロス王                       | アンリ1世 キプロス王                       | アンリ1世 キプロス王                       | アンリ1世 キプロス王                       | アンリ1世 キプロス王                                                  | アンリ1世 キプロス王                                                  |                                                                       |                                                                       | アンリ                                                                | アンリ                                                                | アンリ                                       | アンリ                                       | アンリ                      | アンリ               |                           |                           | イザベラ                  | イザベラ                  | イザベラ                  | イザベラ                  | イザベラ             | イザベラ             |                        |                        | マリア                 | マリア                 | マリア                 | マリア                 | マリア                                | マリア                                |                                       |                                       | フィリップ・ド・モンフォール ティルス領主 | フィリップ・ド・モンフォール ティルス領主 | フィリップ・ド・モンフォール ティルス領主 | フィリップ・ド・モンフォール ティルス領主 | フィリップ・ド・モンフォール ティルス領主       | フィリップ・ド・モンフォール ティルス領主       |                                                 |                                                 | マリア                                                                | マリア                                                                | マリア                                                                | マリア                                                                | マリア                                                                | マリア                                                                |                                                       |                                                       | エシーヴ ＝ヘトゥム・ランプロン（アルメニア王家）     | エシーヴ ＝ヘトゥム・ランプロン（アルメニア王家）     | エシーヴ ＝ヘトゥム・ランプロン（アルメニア王家） | エシーヴ ＝ヘトゥム・ランプロン（アルメニア王家） | エシーヴ ＝ヘトゥム・ランプロン（アルメニア王家） | エシーヴ ＝ヘトゥム・ランプロン（アルメニア王家） |                                    |                                    |                                    |                                    |  |  |
|                                        |                                        |                                                |                                                |                                                |                                                |                                                |                                                |                                            |                                            |                                                      |                                                      |                                                      |                                                      |                                                      |                                                      |                                              |                                              |                                           |                                           |                                                |                                                |                                                |                                                |                                                |                                                |                                                |                                                |                                                |                                                |                                            |                                            |                                            |                                            |                                            |                                            |                                                                       |                                                                       |                                                                       |                                                                       |                                                                       |                                                                       |                                              |                                              |                             |                      |                           |                           |                           |                           |                           |                           |                      |                      |                        |                        |                        |                        |                        |                        |                                       |                                       |                                       |                                       |                                           |                                           |                                           |                                           |                                                 |                                                 |                                                 |                                                 |                                                                       |                                                                       |                                                                       |                                                                       |                                                                       |                                                                       |                                                       |                                                       |                                                       |                                                       |                                                   |                                                   |                                                   |                                                   |                                    |                                    |                                    |                                    |  |  |
|                                        |                                        |                                                |                                                |                                                |                                                |                                                |                                                |                                            |                                            |                                                      |                                                      |                                                      |                                                      |                                                      |                                                      |                                              |                                              |                                           |                                           |                                                |                                                |                                                |                                                |                                                |                                                |                                                |                                                |                                                |                                                |                                            |                                            |                                            |                                            |                                            |                                            |                                                                       |                                                                       |                                                                       |                                                                       |                                                                       |                                                                       |                                              |                                              |                             |                      |                           |                           |                           |                           |                           |                           |                      |                      |                        |                        |                        |                        |                        |                        |                                       |                                       |                                       |                                       |                                           |                                           |                                           |                                           |                                                 |                                                 |                                                 |                                                 |                                                                       |                                                                       |                                                                       |                                                                       |                                                                       |                                                                       |                                                       |                                                       |                                                       |                                                       |                                                   |                                                   |                                                   |                                                   |                                    |                                    |                                    |                                    |  |  |
|                                        |                                        |                                                |                                                | ボエモン7世 トリポリ伯                         | ボエモン7世 トリポリ伯                         | ボエモン7世 トリポリ伯                         | ボエモン7世 トリポリ伯                         | ボエモン7世 トリポリ伯                     | ボエモン7世 トリポリ伯                     |                                                      |                                                      | ルシア トリポリ女伯 ＝ナルジョ・ド・トゥシー         | ルシア トリポリ女伯 ＝ナルジョ・ド・トゥシー         | ルシア トリポリ女伯 ＝ナルジョ・ド・トゥシー         | ルシア トリポリ女伯 ＝ナルジョ・ド・トゥシー         | ルシア トリポリ女伯 ＝ナルジョ・ド・トゥシー | ルシア トリポリ女伯 ＝ナルジョ・ド・トゥシー |                                           |                                           | マリア ＝ニコラス・ド・サントメール            | マリア ＝ニコラス・ド・サントメール            | マリア ＝ニコラス・ド・サントメール            | マリア ＝ニコラス・ド・サントメール            | マリア ＝ニコラス・ド・サントメール            | マリア ＝ニコラス・ド・サントメール            |                                                |                                                | ユーグ2世 キプロス王                           | ユーグ2世 キプロス王                           | ユーグ2世 キプロス王                       | ユーグ2世 キプロス王                       | ユーグ2世 キプロス王                       | ユーグ2世 キプロス王                       |                                            |                                            |                                                                       |                                                                       |                                                                       |                                                                       |                                                                       |                                                                       |                                              |                                              | ユーグ3世 キプロス王        | ユーグ3世 キプロス王 | ユーグ3世 キプロス王      | ユーグ3世 キプロス王      | ユーグ3世 キプロス王      | ユーグ3世 キプロス王      |                           |                           |                      |                      |                        |                        |                        |                        |                        |                        |                                       |                                       |                                       |                                       |                                           |                                           |                                           |                                           |                                                 |                                                 |                                                 |                                                 |                                                                       |                                                                       |                                                                       |                                                                       |                                                                       |                                                                       |                                                       |                                                       |                                                       |                                                       |                                                   |                                                   |                                                   |                                                   |                                    |                                    |                                    |                                    |  |  |
|                                        |                                        |                                                |                                                | ボエモン7世 トリポリ伯                         | ボエモン7世 トリポリ伯                         | ボエモン7世 トリポリ伯                         | ボエモン7世 トリポリ伯                         | ボエモン7世 トリポリ伯                     | ボエモン7世 トリポリ伯                     |                                                      |                                                      | ルシア トリポリ女伯 ＝ナルジョ・ド・トゥシー         | ルシア トリポリ女伯 ＝ナルジョ・ド・トゥシー         | ルシア トリポリ女伯 ＝ナルジョ・ド・トゥシー         | ルシア トリポリ女伯 ＝ナルジョ・ド・トゥシー         | ルシア トリポリ女伯 ＝ナルジョ・ド・トゥシー | ルシア トリポリ女伯 ＝ナルジョ・ド・トゥシー |                                           |                                           | マリア ＝ニコラス・ド・サントメール            | マリア ＝ニコラス・ド・サントメール            | マリア ＝ニコラス・ド・サントメール            | マリア ＝ニコラス・ド・サントメール            | マリア ＝ニコラス・ド・サントメール            | マリア ＝ニコラス・ド・サントメール            |                                                |                                                | ユーグ2世 キプロス王                           | ユーグ2世 キプロス王                           | ユーグ2世 キプロス王                       | ユーグ2世 キプロス王                       | ユーグ2世 キプロス王                       | ユーグ2世 キプロス王                       |                                            |                                            |                                                                       |                                                                       |                                                                       |                                                                       |                                                                       |                                                                       |                                              |                                              | ユーグ3世 キプロス王        | ユーグ3世 キプロス王 | ユーグ3世 キプロス王      | ユーグ3世 キプロス王      | ユーグ3世 キプロス王      | ユーグ3世 キプロス王      |                           |                           |                      |                      |                        |                        |                        |                        |                        |                        |                                       |                                       |                                       |                                       |                                           |                                           |                                           |                                           |                                                 |                                                 |                                                 |                                                 |                                                                       |                                                                       |                                                                       |                                                                       |                                                                       |                                                                       |                                                       |                                                       |                                                       |                                                       |                                                   |                                                   |                                                   |                                                   |                                    |                                    |                                    |                                    |  |  |
|                                        |                                        |                                                |                                                |                                                |                                                |                                                |                                                |                                            |                                            |                                                      |                                                      |                                                      |                                                      |                                                      |                                                      |                                              |                                              |                                           |                                           |                                                |                                                |                                                |                                                |                                                |                                                |                                                |                                                |                                                |                                                |                                            |                                            |                                            |                                            |                                            |                                            |                                                                       |                                                                       |                                                                       |                                                                       |                                                                       |                                                                       |                                              |                                              | キプロス王家 アルメニア王家 |                      |                           |                           |                           |                           |                           |                           |                      |                      |                        |                        |                        |                        |                        |                        |                                       |                                       |                                       |                                       |                                           |                                           |                                           |                                           |                                                 |                                                 |                                                 |                                                 |                                                                       |                                                                       |                                                                       |                                                                       |                                                                       |                                                                       |                                                       |                                                       |                                                       |                                                       |                                                   |                                                   |                                                   |                                                   |                                    |                                    |                                    |                                    |  |  |